# Vulpia membranacea
Vulpia membranacea là một loài thực vật có hoa trong họ Hòa thảo. Loài này được (L.) Dumort. miêu tả khoa học đầu tiên năm 1824.